# Α-氨基丁酸
Α-氨基丁酸（缩写AABA，也称为高丙氨酸，homoalanine）是一种非蛋白氨基酸，分子式C4H9NO2，是氨基丁酸的三种同分异构体之一。